# Armmolche
Die Armmolche (Sirenidae) sind eine urtümliche Familie der Schwanzlurche innerhalb der Klasse der Amphibien, die als Dauerlarven (vergleiche: Neotenie) in Gewässern vom Südosten der USA bis in den Nordosten von Mexiko vorkommen. Ihren Namen tragen sie, weil sie vordere Extremitäten, aber keine Hinterbeine aufweisen. Das Taxon ist bereits für die Zeit vor 130 Millionen Jahren fossil belegt.

## Merkmale
Armmolche haben einen aalförmig gestreckten, unscheinbar gefärbten, schleimig-glatten Körper mit einem kurzen seitlich abgeflachten Schwanz und reduziertem Knochenbau. So fehlen die hinteren Gliedmaßen und die Beckenknochen. Von den Oberkieferknochen ist die Maxillare reduziert und fehlt, ebenso die Septomaxillare. Zähne auf dem Zwischenkieferbein (Prämaxillare) fehlen und werden durch eine Hornscheide ersetzt. Dafür findet sich ein großes Zahnfeld auf dem Gaumenbein (Vomer). Drei Paar äußere Kiemen mit kammartigen Filamenten sind bei den erwachsenen Tieren ebenso vorhanden wie Lungen. Die Augen sind lidlos.
Bei der Gattung Siren, deren Vertreter vier Finger an jeder Hand aufweisen, ist in der Jugend eine Larvenhaut vorhanden. Später wandelt sich die Hülle in die robustere Haut von erwachsenen Schwanzlurchen um. Bei den dreifingrigen Zwergarmmolchen fehlt diese physiologische Umwandlung; daher sind sie nicht zum Verlassen des Gewässers fähig.
Die äußeren Kiemenbüschel bleiben lebenslang erhalten, doch wird auch regelmäßig mit Lungen geatmet und auftauchend atmosphärische Luft aufgenommen.

## Taxonomie
- Gattung Pseudobranchus Gray, 1825
  - Art Pseudobranchus axanthus Netting & Goin, 1942
  - Art Pseudobranchus striatus (LeConte, 1824)
- Gattung Siren Österdam, 1766
  - Art Siren intermedia Barnes, 1826 – Kleiner Armmolch
  - Art Siren lacertina Österdam, 1766 – Großer Armmolch
  - Art Siren reticulata Graham et al., 2018[3][4]
  - Art Siren sphagnicola Fedler et al., 2023[2]

## Lebensweise, Vorkommen

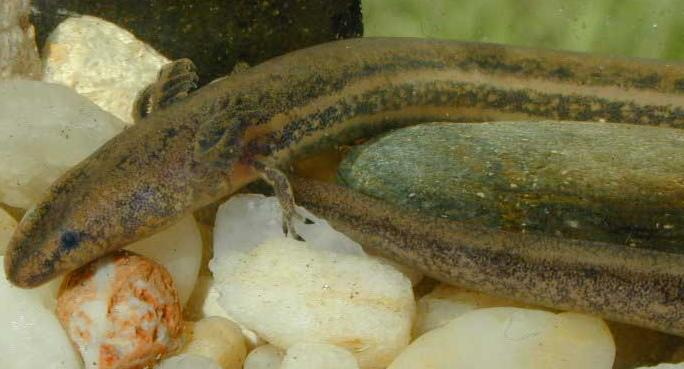
Zwergarmmolch

Der Große Armmolch (Siren lacertina), der fast einen Meter lang werden kann, lebt in den Küstenebenen von Virginia bis Florida und im Süden Alabamas. Er bevorzugt schlammiges Süßwasser mit viel Vegetation. Die Art hat einen abgeflachten Schwanz und hält sich tagsüber unter Felsen auf oder gräbt sich in den Schlamm ein. Nachts gehen die Tiere auf Nahrungssuche. Sie können auch gelegentlich an Land kriechen. In Trockenperioden halten sie eine Sommerruhe. Dazu spinnt sich der Armmolch in einen trocken aushärtenden Schleimkokon ein, der aus der Absonderung seiner Hautdrüsen besteht. Der Kleine Armmolch (Siren intermedia) wird maximal 60 Zentimeter lang und ist von South Carolina bis Florida verbreitet.
Der Zwergarmmolch (Pseudobranchus striatus) wird 10 bis 25 Zentimeter lang. Er lebt in den Küstenebenen von South Carolina, Georgia und Florida. Die Art bevorzugt Tümpel, Sümpfe und Wassergräben, wo sie sich in der dichten Wasservegetation, hauptsächlich von Wasserhyazinthen, aufhalten. Da Zwergarmmolche ihre Larvenhaut nicht umwandeln, können sie nicht terrestrisch überleben.
Alle Arten fressen Würmer und aquatile Insektenlarven, Krebstiere und Schnecken.